# Cecilia Seghizzi
Cecilia Seghizzi (Gorizia, 5 settembre 1908 – Gorizia, 22 novembre 2019) è stata una compositrice e supercentenaria italiana.

## Biografia
Cecilia Seghizzi nacque a Gorizia, figlia del compositore e maestro di cappella Cesare Augusto Seghizzi (1873-1933), uno dei più apprezzati elaboratori del canto popolare friulano.
Dopo l'esilio al Campo profughi di Wagna in Stiria durante il primo conflitto mondiale, fu avviata allo studio del violino dal maestro Alfredo Lucarini e si diplomò a pieni voti al Conservatorio "Giuseppe Verdi" di Milano. Negli anni trenta alternò l'attività concertistica all'insegnamento nella scuola media e negli istituti di musica. Iniziò nel contempo a dedicarsi alla composizione, portando a compimento gli studi con il diploma presso il conservatorio "Giuseppe Tartini" di Trieste sotto la guida di Vito Levi. Negli anni cinquanta fondò e diresse il Complesso polifonico goriziano, con il quale vinse il primo premio al concorso polifonico nazionale di Brescia. 
Al riconoscimento seguirono una serie di concerti e di registrazioni per importanti sedi sia in patria che all'estero.
Il 5 settembre 2018 festeggiò i 110 anni con il sindaco Rodolfo Ziberna e due assessori, diventando così una supercentenaria. È morta il 22 novembre 2019 all'età di 111 anni e 78 giorni.

## Stile
Il catalogo di Cecilia Seghizzi comprende oltre 130 composizioni, tra le quali spiccano quelle dedicate al coro.  Molte composizioni sembrano riflettere "l’immediatezza dello schizzo abbozzato con rapidità e destinato a fermare il momento in cui l’idea è apparsa per la prima volta, per poi cercare di adeguarvi la forma e il colore, come nella tecnica pittorica dell’acquerello". Nella musica strumentale appare un gusto per sonorità ardite e ritmi incalzanti, sbalzi umoristici e leggeri, che la avvicinano, per certi versi, ad Alfredo Casella, Paul Hindemith, Giulio Viozzi. Il suo stile si ricollega al neoclassicismo italiano.

## Principali composizioni
- Sonata per oboe e pianoforte (1963)
- Notte (per flauto, soprano e pianoforte, 1979)
- Concertino (per fiati ed archi, 1981)
- Divertimento (per violino e pianoforte, 1982)
- Valzerino (per flauto e pianoforte, 1984)

## Discografia
- Cecilia Seghizzi: Musica da camera, a cura di Alessandro Arbo, CD, ACS001, 1998